# The War on Drugs
The War on Drugs is een Amerikaanse indierockband uit Philadelphia opgericht in 2005. De band bestaat uit Adam Granduciel (zang, gitaar), David Hartley (basgitaar), Robbie Bennett (keyboards), Charlie Hall (drums), Jon Natchez (saxofoon, keyboards), Anthony LaMarca (gitaar) en Eliza Hardy Jones (keyboards).

## Geschiedenis
De band is in 2005 opgericht in Philadelphia door gitarist Kurt Vile en zanger/gitarist Adam Granduciel. Nadat ze samen in 2005 een ep uitgebracht hebben, werd de band versterkt met toetsenist/drummer Charlie Hall, drummer Kyle Lloyd (die kort erna vervangen werd door Mike Zanghi) en bassist David Hartley. De band bracht in 2008 het debuutalbum Wagonwheel Blues uit.  Niet lang daarna verliet Vile de band om aan zijn solocarrière te werken. Sinds 2014 is de band verder versterkt met saxofonist Jon Natchez en gitarist Anthony LaMarca. Met Granduciel als frontman heeft de band vier studioalbums uitgebracht: Slave Ambient, Lost in the Dream, "A Deeper Understanding" en "I Don't Live Here Anymore" en twee live albums: Live Drugs en Live Drugs Again.
De eerste twee albums kregen slechts in kleine kring bekendheid. Het derde album, Lost in the Dream, zorgde voor de doorbraak van de band, vooral binnen de indiescene, maar ook daarbuiten. Dit album kwam in de Album Top 40 in de Verenigde Staten, Australië, België, Nederland, Denemarken, Zweden, Zwitserland en het Verenigd Koninkrijk. In 2014 en 2015 toerde de band langs verschillende Europese festivals, waaronder Pukkelpop, Rock Werchter, Roskilde en Down the Rabbit Hole. Tours door Noord-Amerika en Europa volgden. In november 2017 en december 2018 kwam de groep naar België en Nederland. In 2018 traden zij op op de festivals Lowlands en Pukkelpop.
De single Red Eyes werd een 3FM Megahit en zowel Red Eyes als Under The Pressure bereikten de derde plaats in de Belgische hitlijst De Afrekening.
In 2018 ontvingen zij voor A Deeper Understanding een Grammy Award voor Beste Rockplaat.
In 2020 verscheen hun livealbum Live Drugs. Ze werkten aan een nieuwe plaat, I Don't Live Here Anymore die in 2021 uitkwam. Voor de single I Don't Live Here Anymore werd samengewerkt met de Amerikaanse band Lucius.
Harmonia's Dream werd als Beste Rocksong genomineerd bij de 65e Grammy Awards in 2023. 
Nadat de beperkingen door de Coronapandemie grotendeels opgeheven werden, ging de band terug op tour door Noord-Amerika en Europa. In 2022 speelden ze op  Down The Rabbit Hole en Rock Werchter. Het eerste Europese luik van hun tournee werd na  Ziggo Dome in Amsterdam op 23 april  2023 afgesloten in het Sportpaleis in Antwerpen. In juni 2023 stonden ze op de affiche van Pinkpop en als headliner op Live is Live in Antwerpen. Tijdens het tweede deel van de tour eind 2023 en 2024 traden ze op in de Verenigde Staten, Canada, Mexico, Singapore, India, in het Sydney Opera House in Australië, Nieuw-Zeeland, Noorwegen, Denemarken, Ierland en het Verenigd  Koninkrijk waaronder in de Royal Albert Hall in Londen. De band was in juli 2024 afsluiter op het Cactus festival in Brugge en trad diezelfde maand op in De Oosterpoort in Groningen. In september 2024 kwam hun tweede live album Live Drugs Again uit, het werd opgenomen tijdens hun tournee in 2022 en 2023. Het is geen integrale opname, maar het zijn fragmenten uit concerten waar zij een goed gevoel bij hadden. Tijdens de Zen Diagram Tour in het najaar van 2024 traden ze in de Verenigde Staten, Canada en Mexico op samen met The National en Lucius.

## Discografie

### Albums
- Wagonwheel Blues (2008)
- Slave Ambient (2011)
- Lost in the Dream (2014)
- A Deeper Understanding (2017)
- Live Drugs (2020)
- I Don't Live Here Anymore (2021)
- Live Drugs Again (2024)

### Ep's
- Barrel of Batteries (2007)
- Future Weather (2010)

## Hitlijsten

### Albums
| Album met eventuele hitnotering(en) in de Nederlandse Album Top 100 | Datum van verschijnen | Datum van binnenkomst | Hoogste positie | Aantal weken | Opmerkingen |
| ------------------------------------------------------------------- | --------------------- | --------------------- | --------------- | ------------ | ----------- |
| Lost in the Dream                                                   | 2014                  | 22-03-2014            | 18              | 86           |             |
| A Deeper Understanding                                              | 2017                  | 02-09-2017            | 2               | 29           |             |
| Live Drugs                                                          | 2020                  | 28-11-2020            | 17              | 3            | livealbum   |
| I Don't Live Here Anymore                                           | 2021                  | 06-11-2021            | 3               | 9            |             |

| Album met hitnotering(en) in de Vlaamse Ultratop 200 albums | Datum van verschijnen | Datum van binnenkomst | Hoogste positie | Aantal weken | Opmerkingen |
| ----------------------------------------------------------- | --------------------- | --------------------- | --------------- | ------------ | ----------- |
| Lost in the Dream                                           | 2014                  | 29-03-2014            | 3               | 78           |             |
| Slave Ambient                                               | 2011                  | 30-08-2014            | 180             | 3            |             |
| A Deeper Understanding                                      | 2017                  | 02-09-2017            | 1               | 157          |             |
| Live Drugs                                                  | 2020                  | 28-11-2020            | 6               | 15           | livealbum   |
| I Don't Live Here Anymore                                   | 2021                  | 06-11-2021            | 3               | 26           |             |

### Singles
| Single met eventuele hitnotering(en) in de Nederlandse Top 40 | Datum van verschijnen | Datum van binnenkomst | Hoogste positie | Aantal weken | Opmerkingen |
| ------------------------------------------------------------- | --------------------- | --------------------- | --------------- | ------------ | ----------- |
| I Don't Live Here Anymore                                     | 2021                  | 25-09-2021            | tip10           | 5            | met Lucius  |

| Single met hitnotering(en) in de Vlaamse Ultratop 50 | Datum van verschijnen | Datum van binnenkomst | Hoogste positie | Aantal weken | Opmerkingen |
| ---------------------------------------------------- | --------------------- | --------------------- | --------------- | ------------ | ----------- |
| Red Eyes                                             | 2014                  | 30-08-2014            | 37              | 1            |             |
| Under the Pressure                                   | 2014                  | 30-08-2014            | tip2            | -            |             |
| Burning                                              | 2015                  | 17-01-2015            | tip6            | -            |             |
| Thinking of a Place                                  | 2017                  | 13-05-2017            | 37              | 3            |             |
| Holding On                                           | 2017                  | 10-06-2017            | tip10           | -            |             |
| Strangest Thing                                      | 2017                  | 05-08-2017            | tip14           | -            |             |
| Pain                                                 | 2017                  | 02-09-2017            | tip24           | -            |             |
| Nothing to Find                                      | 2018                  | 21-04-2018            | tip9            | -            |             |
| In Chains                                            | 2018                  | 01-09-2018            | tip             | -            |             |
| Pain (live)                                          | 2020                  | 17-10-2020            | tip             | -            |             |

### NPO Radio 2 Top 2000
| Nummers met noteringen in de NPO Radio 2 Top 2000 | '15  | '16  | '17  | '18  | '19  | '20  | '21  | '22  | '23  | '24  |
| ------------------------------------------------- | ---- | ---- | ---- | ---- | ---- | ---- | ---- | ---- | ---- | ---- |
| I Don't Live Here Anymore (met Lucius)            | ×    | ×    | ×    | ×    | ×    | ×    | -    | 1145 | 1379 | 1503 |
| Pain                                              | ×    | ×    | -    | -    | 1335 | 1258 | 1103 | 1122 | 1225 | 1219 |
| Red Eyes                                          | 1834 | 1216 | 1048 | 1274 | 1202 | 1056 | 941  | 864  | 878  | 820  |
| Thinking of a Place                               | ×    | ×    | -    | 1041 | 956  | 764  | 657  | 594  | 590  | 489  |
| Under The Pressure                                | 1876 | 814  | 579  | 504  | 655  | 628  | 561  | 497  | 513  | 549  |

1. ↑  Een '-' betekent dat het nummer niet was genoteerd, een '×' betekent dat het nummer nog niet was uitgebracht en een vetgedrukt getal geeft de hoogste notering van een nummer aan.
2. ↑  2015 was het eerste jaar met een notering voor The War On Drugs.